# Ted Sagar
Edward Sagar, conosciuto come Ted Sagar (Moorends, 7 febbraio 1910 – 16 ottobre 1986), è stato un calciatore inglese, di ruolo portiere.

## Carriera
Si è unito all'Everton per 10 sterline.
Ha debuttato il 18 gennaio 1930 nella vittoria in casa contro il Derby County per 4-0; a fine stagione l'Everton è retrocesso.
È il quarto giocatore dell'Everton per numero di presenze (497).

## Palmarès

### Competizioni nazionali
- Campionato inglese: 2

Everton: 1931-1932, 1938-1939
- Coppa d'Inghilterra: 1

Everton: 1932-1933
- Charity Shield: 1

Everton: 1932
- Football League Championship: 1

Everton: 1930-1931